# Agrostis juresii
Agrostis juresii es una especie de planta herbácea de la familia de las poáceas. 

## Descripción
Son plantas perennes, laxamente cespitosas, con estolones cortos. Tiene tallos de 35-50 cm de altura, geniculado-ascendentes, glabros. Hojas con lígula de 0,3-0,5 mm, truncada; limbo de 4-12 cm x 2-7 mm, plano y casi liso. Panícula de 5-9 cm, densa y lobada, de contorno linear, con ramas primarias desnudas en la base, adpresas y escábridas. Pedúnculos más cortos que las espiguillas, ligeramente ensanchados en el ápice, escábridos. Espiguillas de 1,8-2,4 mm. Glumas subiguales, elípticas, subobtusas, con margen escarioso estrecho, más o menos escábridas. Lema de 1,7-2,2 mm, con 5 nervios escábridos no prolongados más allá del ápice, truncado-dentada, mítica y glabra. Pálea de   0,2 mm. Anteras de   1 mm.  Florece de junio a julio.

## Distribución y hábitat
Se encuentra en los bordes de zonas pantanosas y cursos de agua. Es una especie rara. Se distribuye por el W de la península ibérica en Algeciras y el Norte de África.

## Taxonomía
Agrostis juresii fue descrita por Heinrich Friedrich Link y publicado en Journal für die Botanik 2: 312. 1799.
Citología
Número de cromosomas de Agrostis juressi (Fam. Gramineae) y táxones infraespecíficos:
2n=14
Etimología
Ver: Agrostis
Sinonimia
- Linkagrostis juressii (Link) Romero García, Blanca & C.Morales	[4][5]